# لوخيم
لوخيم Lochem  هي مدينة وبلدية بمقاطعة خيلدرلند، هولندا.

## طوبوغرافيا
خريطة طوبوغرافية هولندية لبلدية لوخيم، يونيو 2015، (تقرأ بعد ثلاث نقرات على الخريطة).